# Йостейн Бернхардсен
Йостейн Бернгардсен (норв. Jostein Helge Bernhardsen, 18 червня 1945, Меланн) — норвезький дипломат. Надзвичайний і Повноважний посол Норвегії в Україні.

## Біографія
Народився у 1945 році. З  1973 — на  дипломатичній службі в МЗС Норвегії.
З 1975 по 1977 — другий секретар Посольства Норвегії в Бельгії, місії Норвегії при НАТО.
З 1977 по 1979 — спеціаліст  з  питань  розброєння  та  контролю  над  озброєнням  МЗС Норвегії.
З 1980 по 1983 — перший секретар з політичних питань Посольства Норвегії у Великій Британії.
З 1983 по 1985 — провідний спеціаліст з питань НАТО, ООН та контролю над озброєнням) МЗС Норвегії.
З 1985 по 1989 — начальник  управління  (питання  НАТО  та оборони) МЗС Норвегії.
З 1989 по 1992 — радник  з  політичних  питань місії  Норвегії при НАТО в Брюсселі.
З 1992 по 1995 — радник-посланник  Представництва  Норвегії при міжнародних організаціях у Женеві.
З 1995 по 2000 — заступник  генерального  директора,  начальник  управління  експортного  та  імпортного  контролю  МЗС Норвегії.
З 2001 по 2006 — призначений Надзвичайним і Повноважним Послом Королівства Норвегія в Україні.